# Donnie Sibarani
Donnie Cahyadi Sibarani (17 de abril de 1980 en Surabaya, Java Oriental), es un cantante indonesio vocalista de la banda musical Ada Band.

## Carrera
Donnie comenzó su carrera como cantante en un café en Surabaya. Cuando me enteró de la nueva banda ADA que buscaba un nuevo volaclista tras la salida de Baim vocalista, este lo sustituyó. Los integrantes de etnia Batak, fueron a Yakarta para asistir a una audición para la grabación. Donnie se unió oficialmente a la banda de ADA para el lanzamiento de su álbum "Metamorphosis" que fue promocionado en 2003.
Después de unirse a ADA, paracía que Donnie no era su estilo para interpretar música de género rock, pues su estilo era el pop de un tono semi-suave. Aunque no le era nada fácil para la banda de borrar la imagen de Baim, quien mantenía el éxito para ADA, de hecho que el primer álbum junto a Donnie, titulado "Metamorfosis" logró que la agrupación mantuviera su éxito dentro de la escena musical con una venta de más de 300 mil copias. ADA recibió una vez más el reconocimiento de su resurrección, participando en diversos premios musicales, entre ellos el nominado en Anugerah Musik Indonesia (AMI) de 2003 (en 4 categorías) dentro del Top 10 Awards 2003 (en 3 categorías).

## Discografía
- Con Ada Band
  - 2002 - Metamorphosis
  - 2003 - Discography
  - 2005 - Heaven of Love
  - 2006 - Romantic Rhapsody
  - 2007 - Cinema Story
  - 2008 - Harmonious
  - 2009 - Mystery of Musical